# Late Orchestration
Albums de Kanye West
Late Registration
(2005) Graduation
(2007)
Late Orchestration est un album live de Kanye West, sorti le 24 avril 2006.
L'album contient des titres de ses deux premiers albums The College Dropout et Late Registration, enregistrés en live aux Studios Abbey Road à Londres le 21 septembre 2005. Devant un public d'environ 300 personnes, Kanye West est accompagné sur scène par un orchestre à cordes exclusivement féminin.
John Legend, Lupe Fiasco, GLC et Consequence apparaissent également durant le concert. L'album contient un titre bonus, Gold Digger, enregistré chez AOL (AOL Sessions).
Un DVD contenant les images du concert ainsi que divers bonus vidéos est sorti sous le même nom que l'album.

## Liste des titres
| No  | Titre                                 | Durée |
| --- | ------------------------------------- | ----- |
| 1.  | Diamonds from Sierra Leone            | 4:08  |
| 2.  | Touch the Sky (featuring Lupe Fiasco) | 4:07  |
| 3.  | Crack Music                           | 2:48  |
| 4.  | Drive Slow (featuring GLC)            | 4:34  |
| 5.  | Through the Wire                      | 3:33  |
| 6.  | The New Workout Plan                  | 2:53  |
| 7.  | Heard 'Em Say (featuring John Legend) | 4:10  |
| 8.  | All Falls Down                        | 3:13  |
| 9.  | Bring Me Down                         | 3:21  |
| 10. | Gone (featuring Consequence)          | 4:15  |
| 11. | Late                                  | 3:54  |
| 12. | Jesus Walks                           | 3:14  |

| 13. | Gold Digger | 3:18 |